# مسابقه آواز یوروویژن ۲۰۱۳
مسابقه آواز یوروویژن ۲۰۱۳ (به انگلیسی: Eurovision Song Contest ۲۰۱۳) پنجاه و هشتمین دوره سالانه مسابقه آواز یوروویژن است. با برنده‌شدن لورین از سوئد در سال ۲۰۱۲، در سال ۲۰۱۳ میلادی، این دوره مسابقات در شهر مالموی سوئد برگزار شد. حدود ۱۲۵ میلیون بییننده تلویزیونی رقابت ۲۰۱۳ را تماشا کردند.
در یوروویژن ۲۰۱۳، امیلی دو فورست خواننده زن دانمارکی، با ترانه تنها قطره‌های اشک با کسب ۲۸۱ امتیاز برنده این دوره شد. بنابراین مسابقه یوروویژن در سال آینده در دانمارک برگزار خواهد شد.
در دور نهایی این دوره که ۱۸ مه برگزار شد از میان نمایندگان ۲۶ کشور، هنرمندان جمهوری آذربایجان، اوکراین و نروژ به ترتیب مقام‌های دوم، سوم و چهارم را به دست آوردند.
بیست و شش کشوری که به رقابت با یکدیگر پرداختند عبارت بودند از ارمنستان٬ آذربایجان٬ بلاروس٬ بلژیک٬ دانمارک٬ استونی٬ فنلاند٬ فرانسه٬ گرجستان٬ آلمان٬ یونان٬ مجارستان٬ ایسلند٬ ایرلند٬ ایتالیا٬ لیتوانی٬ مالتا٬ مولدووا٬ نروژ٬ رومانی٬ روسیه٬ اسپانیا٬ سوئد٬ هلند٬ اوکراین و بریتانیا.
گزارش شده حدود ۱۲۵ میلیون نفر مسابقه این دوره را از تلویزیون‌های خود تماشا کردند.